# Kaos II
Pour plus de détails, voir Fiche technique et Distribution.
Kaos II (titre original : Tu ridi) est un film italien de Paolo et Vittorio Taviani, sorti en 1998 et librement inspiré de contes siciliens écrits par Luigi Pirandello et recueillis dans Nouvelles pour une année. Il fait suite à Kaos, sorti en 1984.

## Synopsis
1. Jeune baryton plein d'avenir, Felice Tespini fit ses adieux à la scène, à la suite d'un chagrin d'amour... Il est aujourd'hui comptable au Teatro dell'Opera et sa tristesse semble infinie.  Pourtant, chaque nuit, lors de son sommeil, il rit aux éclats, provoquant la colère et la jalousie de son épouse. Incapable de se souvenir du moindre de ses songes, il ne peut comprendre les raisons de ce bonheur. Mais, un jour, au cours d'une sieste sous un arbre, il est brusquement interrompu et son rêve se précise...  (Felice)
2. La Sicile de nos jours. L'enfant d'un gangster repenti est enlevé et retenu dans une auberge désertée au pied d'une montagne. Là, un siècle plus tôt, un médecin, nommé Ballaro, fut enlevé et séquestré par des bandits... (Deux enlèvements)

## Fiche technique
- Titre du film : Kaos II
- Titre original : Tu ridi (Tu ris)
- Réalisation et scénario : Paolo et Vittorio Taviani, d'après Nouvelles pour une année de Luigi Pirandello
- Photographie : Giuseppe Lanci - Couleurs
- Musique : Nicola Piovani
- Montage : Roberto Perpignani
- Décors : Giovanni Sbarra
- Costumes : Lina Nerli Taviani
- Production : Grazia Volpi pour Filmtre, en collaboration avec Dania Film, Rai Trade, Tele+
- Pays d'origine :  Italie
- Durée : 99 minutes
- Sortie : 6 septembre 1998 au Festival de Venise

## Distribution
1. Felice
- Antonio Albanese : Felice Tespini
- Giuseppe Cederna : Tobia Rambaldi
- Luca Zingaretti : Gino Migliori
- Dario Cantarelli : le médecin
- Elena Ghiaurov : Marika
- Sabrina Ferilli : Nora

2. Due sequestri (Deux enlèvements)
- Turi Ferro : Docteur Ballaro
- Lello Arena : Rocco
- Steve Spedicato : Vincenzo Gangemi
- Orio Scaduto : Fillico
- Ludovico Caldarera : Chiche
- Roberto Fuzio : Manuzza